# Safet Berisha
Safet Berisha (Durazzo, 11 novembre 1949 – Arezzo, 19 ottobre 2016) è stato un calciatore albanese, di ruolo difensore.

## Carriera

### Squadre di club
La sua carriera si svolse quasi interamente nel Partizani di Tirana, con il quale vinse campionato e coppa nazionale.

### Nazionale
Ha collezionato 21 presenze con la Nazionale albanese.